# Paraphnaeus hutchinsonii
Paraphnaeus hutchinsonii är en fjärilsart som beskrevs av Henry Trimen 1887. Paraphnaeus hutchinsonii ingår i släktet Paraphnaeus och familjen juvelvingar. Inga underarter finns listade i Catalogue of Life.